# The Evil Eye (film 1917)
The Evil Eye è un film muto del 1917 diretto da George Melford.

## Trama
Tra i paesani si diffonde un'epidemia di difterite. Leonard Sheldon, proprietario della miniera, richiede subito un medico che arriva nelle vesti della dottoressa Katherine Torrance. Kstherine, accompagnata da Clifford, suo fratello, un giovane debole e malaticcio, comincia a occuparsi degli ammalati: per visitarli, usa una piccola pila elettrica per controllare le loro gole. I nativi, superstiziosi, credendo che sia quella luce a diffondere la malattia, la chiamano "l'occhio del male". Clifford, intanto, lavorando insieme alla sorella, si irrobustisce, diventando per lei un aiuto quasi indispensabile. Tra Katherine e Leonard nasce una storia d'amore me Sheldon equivoca il rapporto tra la donna e il suo assistente, Frank King, credendo che Katherine ami l'altro. Intanto, la morte di uno dei piccoli pazienti di Katherine provoca la reazione dei genitori contro la dottoressa che, adesso, pensa di andarsene. Sarà Clifford a risolvere la situazione, spingendo Leonard a prenderla tra le braccia e a dichiararle il suo amore.

## Produzione
Il film fu prodotto dalla Jesse L. Lasky Feature Play Company con il titolo di lavorazione A Woman's Victory.

## Distribuzione
Il copyright del film, richiesto dalla Jesse L. Lasky Feature Play Co., fu registrato il 27 dicembre 1916 con il numero LP9837.
Distribuito dalla Paramount Pictures, il film uscì nelle sale statunitensi il 4 gennaio 1917.
Copia della pellicola si trova conservata negli archivi della Library of Congress.